# Basidiobolus ranarum
O Basidiobolus ranarum é uma espécie de fungo microscópio da família Basidiobolaceae. A espécie infecta vários animais, como o sapo-de-wyoming, causando sua diminuição. A espécie possui características semelhantes ao Batrachochytrium dendrobatidis.